# Saint-Martin (île)
Pour les articles homonymes, voir Saint-Martin.
Saint-Martin (en néerlandais : Sint Maarten)  est une île des Petites Antilles située dans le Nord-Est de la mer des Caraïbes. Elle est localisée à 250 km au nord de la Guadeloupe et 240 km à l'est de Porto Rico. D'une superficie de 95,83 km2, elle compte 75 000 habitants. Elle est partagée entre deux États par une frontière de 10 km séparant :
- la partie française située dans le nord de l'île, collectivité d'outre-mer depuis 2007 comptant 35 107 habitants en 2014[1] ;
- la partie néerlandaise située dans le sud de l'île, État autonome du royaume des Pays-Bas depuis le 10 octobre 2010, comptant 38 959 habitants en 2007[2].

## Histoire
Les premières traces de peuplement remontent à 4000 av. J.-C. Vers l'an 800, l'île est dans la zone de peuplement des Taïnos (Arawaks) qui y résident. Au XIVe siècle, ils sont remplacés par les Caraïbes. Plusieurs sites archéologiques concernant ces deux groupes ont été mis au jour (une exposition leur est consacrée au musée de Saint-Martin à Marigot).
Christophe Colomb aurait ainsi nommé l'île lors de son retour d'Hispaniola au cours de son deuxième voyage, en passant au large avec sa flotte de 17 navires entre le 11, jour de la fête de saint Martin de Tours, et le 13 novembre 1493. Cependant la tradition locale désigne l'île par deux autres noms en langue caraïbe : « Soualiga » (« l'île au sel ») et « Oualichi » (« l'île aux femmes »).
À partir de 1627, les Néerlandais effectuent diverses reconnaissances à la recherche de salines naturelles, avant d'installer en juillet 1631 une petite garnison de trente hommes et quatre canons sur une presqu'île de la Grande Baie, à l'emplacement actuel de Philipsburg. Quelques familles françaises issues de la proche colonie française de l'île Saint-Christophe cultivent du tabac sur la partie orientale de Saint-Martin.  
En 1638, les Espagnols désirant protéger leur hégémonie régionale attaquent la garnison néerlandaise, s'installent et y construisent leur fort, selon une technique française. Ils y laissent une petite garnison en liaison avec Porto Rico. En 1644, ce fort résiste à une attaque du célèbre capitaine néerlandais Pieter Stuyvesant. C'est lors de ce combat avorté que celui-ci reçoit une blessure provoquant par la suite l'amputation de sa jambe.
À la suite de cette attaque, les Espagnols démantèlent leur fort et quittent l'île, laissant là quelques Français et Néerlandais qui s'empressent de prévenir leurs gouvernements respectifs, de Saint-Christophe pour les Français et de Saint-Eustache pour les Néerlandais. Après quelques manœuvres d'intimidation, les deux parties préfèrent transiger et scinder l'île en deux zones à souverainetés distinctes tout en fixant des règles de coopération mutuelle. 
Le 23 mars 1648, ladite convention de Concordia est ainsi rédigée et signée par le chevalier Robert de Lonvilliers de Poincy au nom du roi de France et le capitaine-major Martin Thomas au nom du prince d'Orange.
Cette convention n'a jamais été abrogée et est toujours en vigueur malgré de multiples incidents et dérapages au cours de ces 350 dernières années. De nos jours, de facto, son article V n'est cependant plus réellement respecté. Le tracé de la frontière actuelle date de 1817. 
Les traités de Westphalie du 24 octobre 1648 mettent fin, entre autres, aux prétentions territoriales espagnoles sur les Petites Antilles.
Par la suite, des pirates y font plusieurs raids destructeurs et les forces militaires britanniques occupent l'île de nombreuses fois en fonction des conflits et des alliances en Europe.   
L'économie de l'île est basée successivement sur le tabac, l'indigotier, la canne à sucre, le coton, le sel, l'élevage. Depuis la fin des années 1960, le tourisme, avec le shopping détaxé, constitue la première ressource économique de l'île.
Le 6 septembre 2017, Saint-Martin, après celle de Saint-Barthélemy, est directement touchée par l'ouragan Irma, l'un des plus puissants jamais enregistrés dans l'océan Atlantique Nord et le plus longtemps resté catégorie 5 (plus de 33 heures) à ce jour dans le monde. Par moments, la vitesse du vent a dépassé 300 km/h, causant au moins 9 morts, au moins 50 blessés et de lourds dégâts sur l'île. L'œil du cyclone d'un diamètre d'environ cinquante kilomètres est resté environ 1 h 30 sur Saint-Barthélemy avant de toucher Saint-Martin. Des embruns et déferlantes ont submergé une partie des zones littorales basses et Météo-France a enregistré des rafales atteignant 360 km/h,. Alors qu'Irma se dirigeait vers Cuba et la Floride, deux autres ouragans (Jose et Katia) sont annoncés. Selon France-Antilles, après le passage de l'ouragan, alors que sept mille personnes environ avaient refusé de se mettre à l'abri, les dégâts semblent très importants.

## Géographie

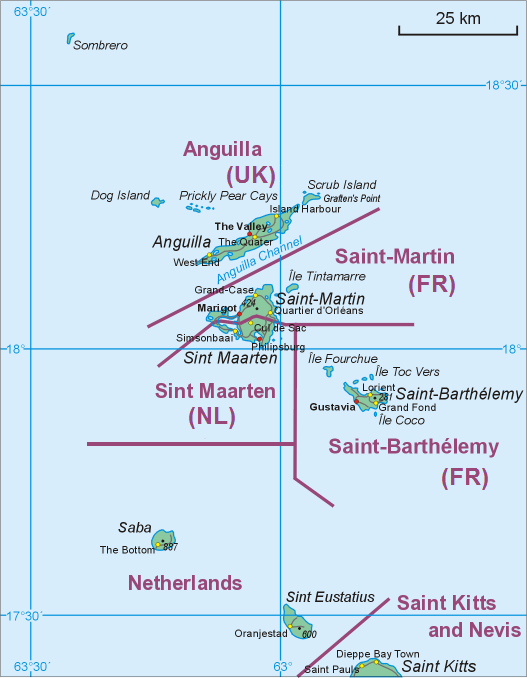
Frontières maritimes.

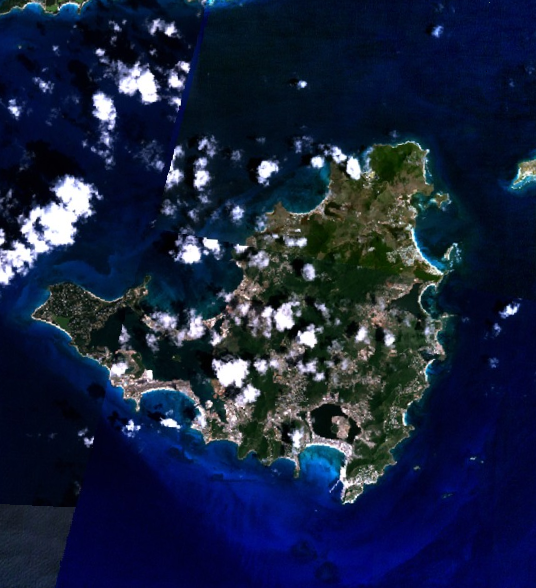
L'île de Saint-Martin vue par le satellite NASA NLT Landsat 7

### Topographie
Les îles voisines les plus proches sont Anguilla et Saint-Barthélemy, qui émergent du même plateau sous-marin situé à quarante mètres de profondeur en moyenne. Une distance de 7 kilomètres sépare Bell Point, un cap du littoral nord, de la côte méridionale d'Anguilla. Saint-Barthélemy se trouve à 20 km à l'est-sud-est de Point Blanche, l'extrémité sud de l'île Saint-Martin.
En revanche, les îles de Saba, de Saint-Eustache et de Saint-Christophe-et-Niévès sont plus éloignées, bien que généralement visibles.
Le littoral de Saint-Martin est découpé en de nombreuses baies bordées d'une trentaine de plages de sable blanc, mais certaines baies sont bordées uniquement de galets.
On y trouve de nombreux étangs d'eau saumâtre (classés par taille) : Grand Étang de Simsonbaai, Great bay, Étang aux poissons, Étang de Grand-Case, Étang Chevrise, Étang Guichard, Grand Étang des Terres Basses, etc., qui se sont formés en fond de baies par des cordons de sables littoraux.
Le reste du littoral est souvent abrupt avec des falaises atteignant quarante mètres de haut.
On compte une dizaine d'îlets autour de l'île dont le plus grand est le très touristique îlet Pinel avec ses trois plages. Il faut ajouter l'île Tintamarre située à trois kilomètres de la côte.
Hormis plusieurs plaines alluvionnaires côtières et de fonds de vallées, le relief est montagneux à forte pente, constitué de nombreux mornes agencés en un plissement nord-nord-est sud-sud-ouest. Les lignes de crêtes ont une altitude moyenne de 300 mètres environ, coupées par plusieurs cols. Le plus haut sommet est le pic Paradis, culminant à 424 mètres, en zone française (une route cimentée y monte). Ces reliefs sont parcourus par environ quarante kilomètres de sentiers plus ou moins balisés qui pénètrent la forêt sèche et les savanes.
Une route principale fait le tour de l'île par la côte afin d'éviter ces collines.
Il existe quelques petites sources d'eau de ruissellement, plus ou moins captées (la plus productive étant « Moho » dans la ravine entre le quartier d'Orléans et le pic Paradis), mais leur  débit insuffisant cause une infiltration rapide des eaux. L'île ne possède donc pas de cours d'eau permanents, mais des ravines généralement sèches qui peuvent devenir torrentielles et dangereuses lors de grosses pluies ou en cas de cyclones tropicaux. Les nappes phréatiques des plaines sont plus ou moins saumâtres.
Les voies de communication sont maritimes (port de commerce de Philipsburg) et aériennes avec l'aéroport international Princesse-Juliana en partie néerlandaise et l'aéroport de Grand-Case Espérance en partie française. 
Saint-Martin est la plus petite île habitée au monde à être traversée par une frontière internationale.

### Environnement
Sur la côte est, des îlots inhabités (comme les îles Tintamarre et Pinel) sont entourés de petites formations coralliennes frangeantes. Les fonds sableux sont colonisés par de vastes herbiers de Phanérogames marines. Alors qu'à Saint-Barthélemy, les cordons de mangrove sont réduits à des reliques étroites, à Saint-Martin, ils bordent largement les rives des lagunes littorales (dont Simpson lagoon, étang aux Poissons, etc) et de quelques baies (Anse Margot, Oyster Pond, etc).
Une réserve naturelle nationale créée en 1998 protège des îlots et une partie maritime. 

### Géologie
Cet arc est une conséquence de la subduction de la plaque Atlantique sous la plaque Caraïbe.
Le volcanisme engendré il y a cinquante millions d'années (Éocène) a rapproché le fond marin de la luminosité de la surface des eaux, ce qui, dès les 40 mètres de profondeur, a permis il y a 36 millions d'années (durant l'Oligocène) le développement du récif corallien, augmentant ainsi les dépôts de calcaire sur la plate-forme sédimentaire submergée d'Anguilla dite « banc d'Anguille ». Ce sont les sols les plus anciens, avec les calcaires durs en strates type Pointe Blanche (sis au port de la zone néerlandaise), le mont Billy Folly (sis à Lay bay) et l'île Tintamarre avec ses cristaux de sélénite (gypse) et ses fossiles marins, puis la formation tabulaire carbonatée des Terres basses (presqu’île rattachée par les cordons de sable de Simsonbaai et de la baie Nettlé) avec ses porphyres pourpres des Mornes rouges.
Par la suite, au début du Néogène, il y a environ 23 millions d'années, la formation géologique de l'île se complique par l'intrusion d'une poussée volcanique à travers le « banc d'Anguilla ». C'est ce qui a donné l'ossature centrale des mornes actuellement les plus élevés. 
Il y a environ 10 millions d'années vers la fin du Miocène (milieu de l'ex-Tertiaire), l'île a commencé à émerger de l'océan. 
Les cordons de sable littoraux se sont formés lors de l'Holocène (ex-Quaternaire) et évoluent encore de nos jours.
La superficie de l'île et ses contours ont varié en fonction du niveau de la mer (−110m/+40m) en conséquence des transgressions marines dues aux variations des glaciations sur le globe. Donc il y a 12 000 ans et à plusieurs reprises auparavant l'île a été réunie en un seul bloc avec les îles sœurs Anguilla et Saint-Barthélemy situées sur le même banc sous-marin actuellement à une profondeur moyenne de −40 m à −60 m. Pour une profondeur isobathe à 70 mètres ce bloc devait couvrir une surface de 4 650 km2 environ, soit 53 fois l'île actuelle ou encore la moitié de l'île Porto Rico
Le sol des mornes de l'île (aux sommets ou sur les pentes) est jonché de boulders et de restes de platiers coralliens. Sous une très fine couche d'humus, le sous-sol est principalement composé de tufs volcano-sédimentaires et de roches métamorphiques à structure grenue (diorite, péridotite, gabbro, andésite, etc.). Par endroits émergent des dykes de basalte pourpre (Mont Fortune, Fort Louis, etc). 
À la Pointe Arago, on peut observer en littoral une formation particulière relevée par le géologue Denis Westercamp : il s'agit de « pillow-lavas » (ou roches en coussin) issus directement de laves solidifiées sous la mer.
On trouve des cristaux de grenats dans la ravine du hameau Saint-Louis.

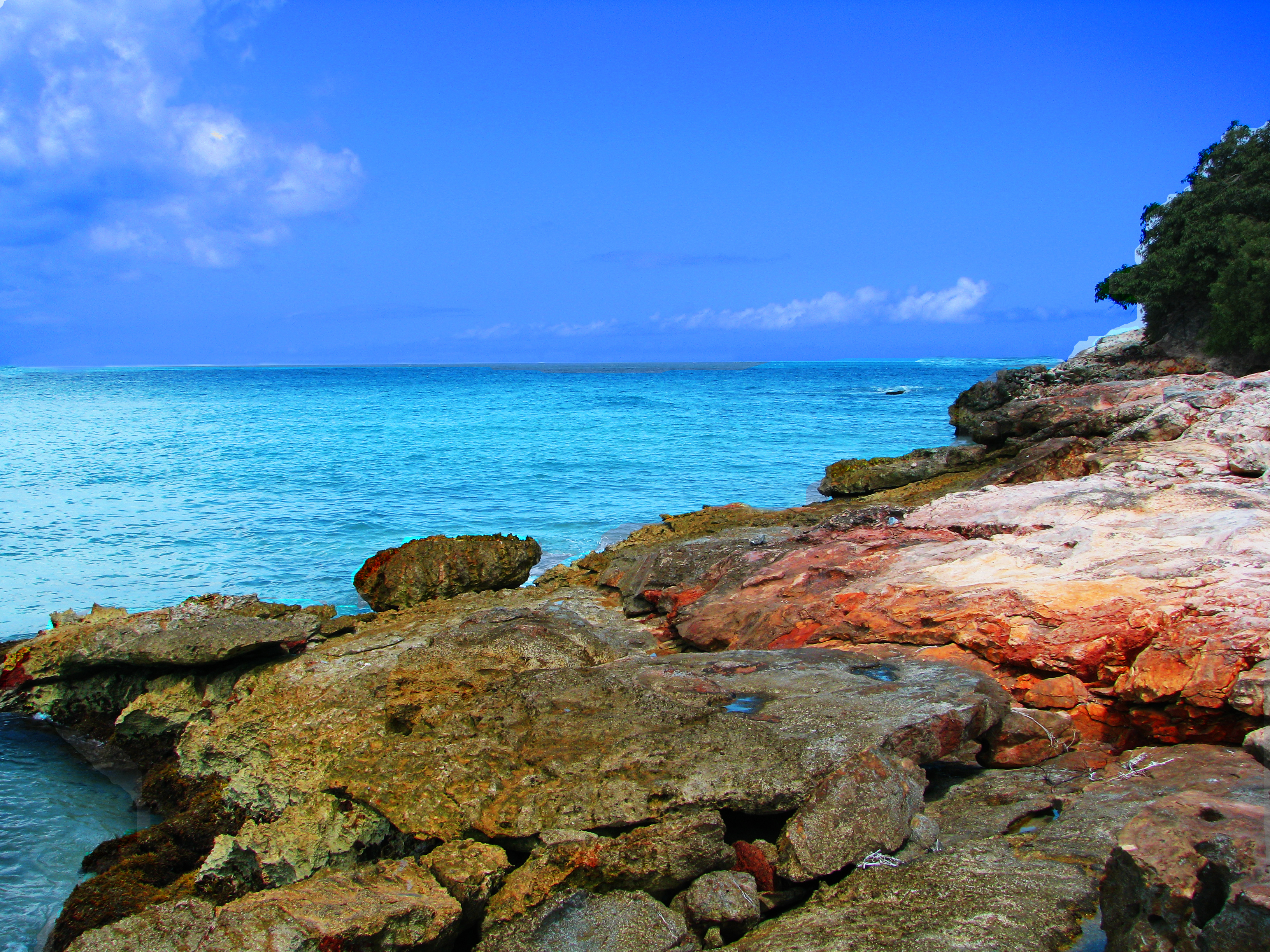
Des rochers colorés à Baie Rouge.

### Climat
L'île connaît le climat océanique de la Zone de convergence intertropicale, avec une saison dite « sèche » (de décembre à mai) et une saison dite « humide » (de juin à novembre) avec de possibles fortes précipitations et vents violents lors du passage de cyclones tropicaux ou la formation d'orages plus isolés. La température absolue de l'air peut varier de 17 °C à 35 °C pour une moyenne  annuelle de 27 °C. La température de la mer en surface est assez constante entre 25 °C et 28 °C.

### Flore

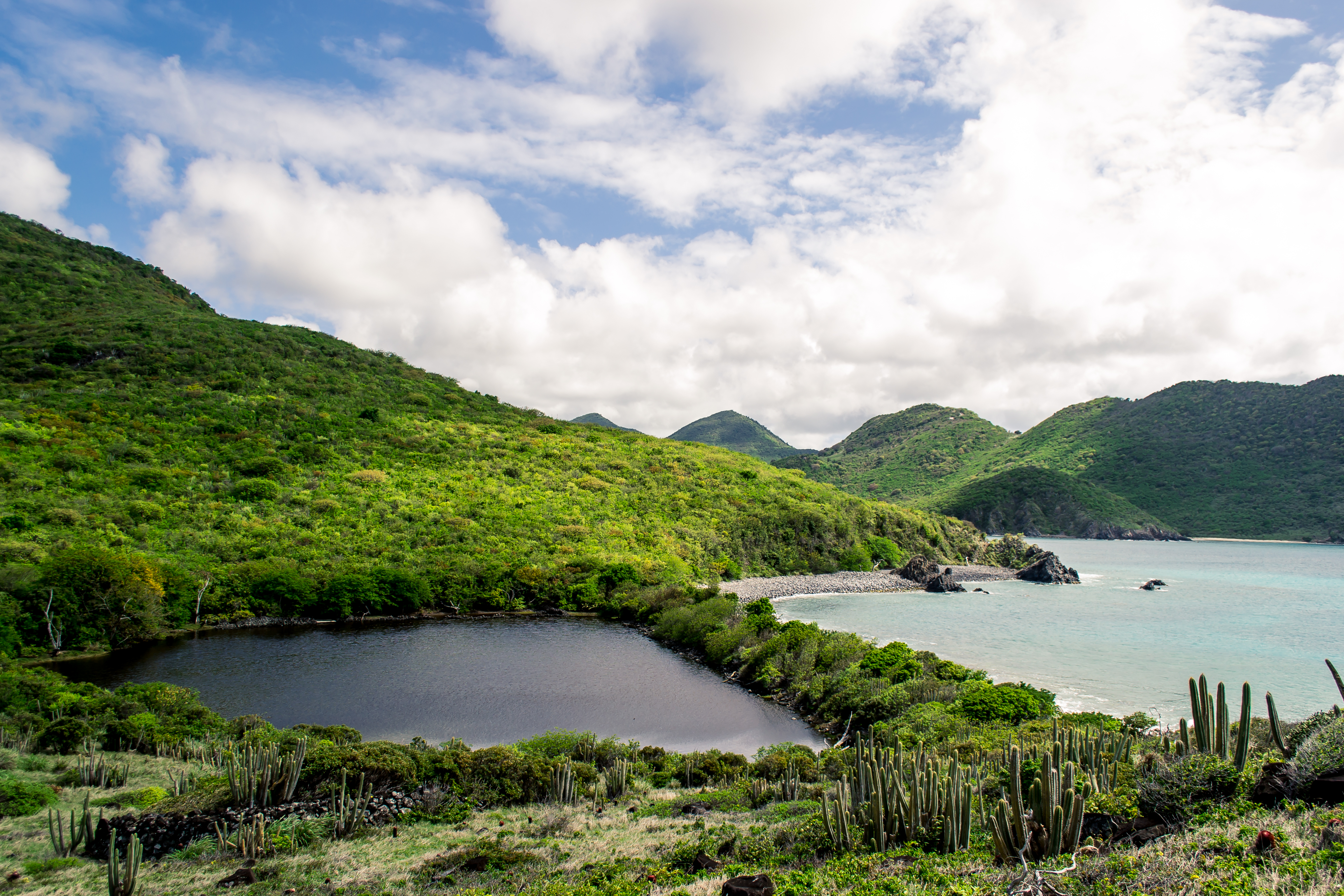
La flore de l'Anse Marcel vue depuis Cactus Place.

Au fil de la colonisation européenne, depuis 1633, la végétation originelle qui couvrait l'île a été totalement dégradée par les activités humaines comme les agricultures successives, la création de pâturages par brûlis et l'exploitation des arbres pour la construction ou la fabrication de charbon de bois. Aujourd'hui, en dehors des zones urbanisées, le couvert végétal est fait de forêts secondaires plus ou moins xérophiles selon l'exposition et l'altitude, de taillis secs et épineux d'acacias et de restes de savanes dominées par les hautes herbes de Guinée (Panicum maximum).
Espèces d'arbres de la forêt : le gommier blanc, le gommier rouge, l'acajou, le gaïac, etc.
Espèce d'arbre de la côte : le raisinier bord de mer.

### Faune

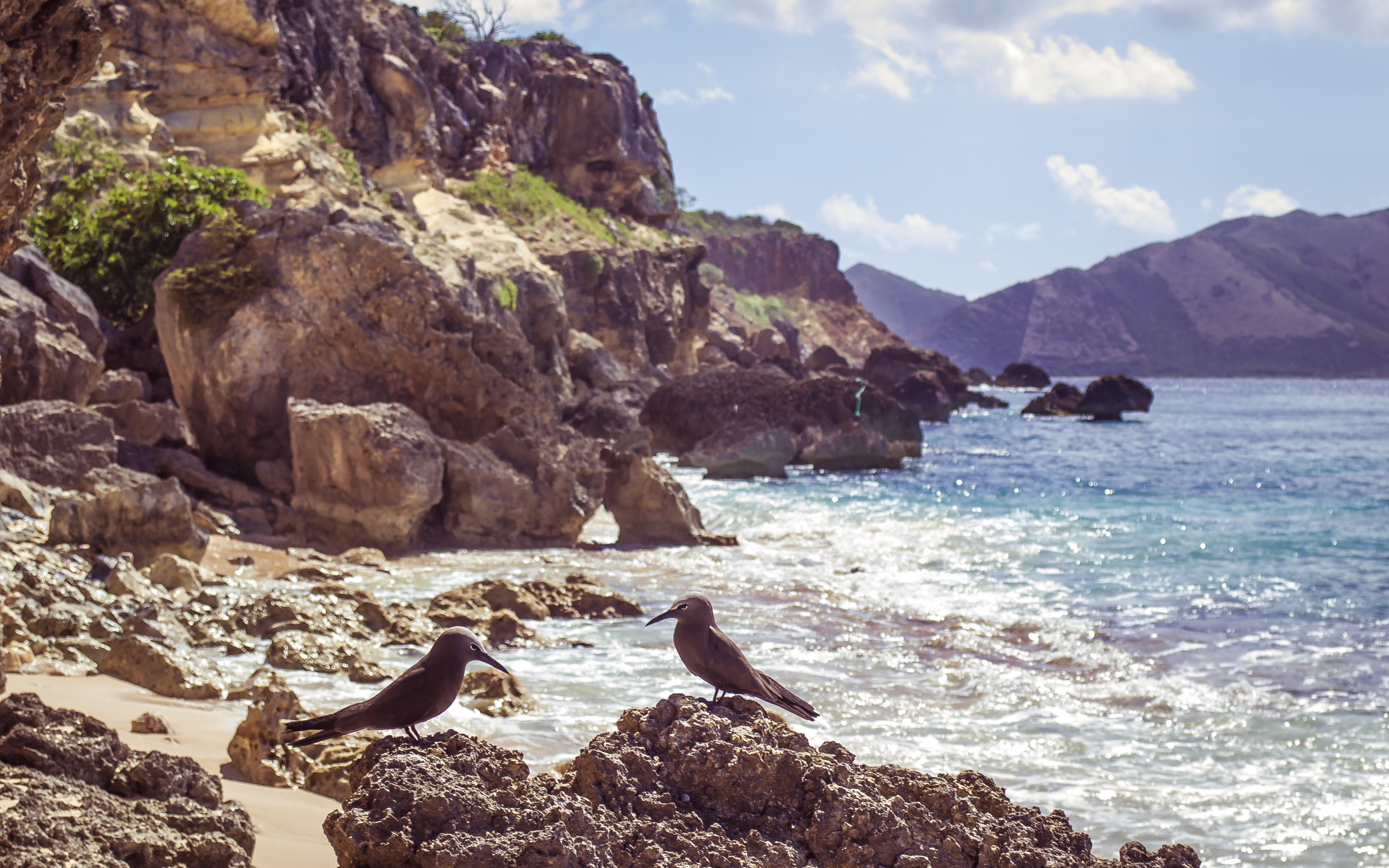
Un couple de Noddi brun de l'île Tintamarre.

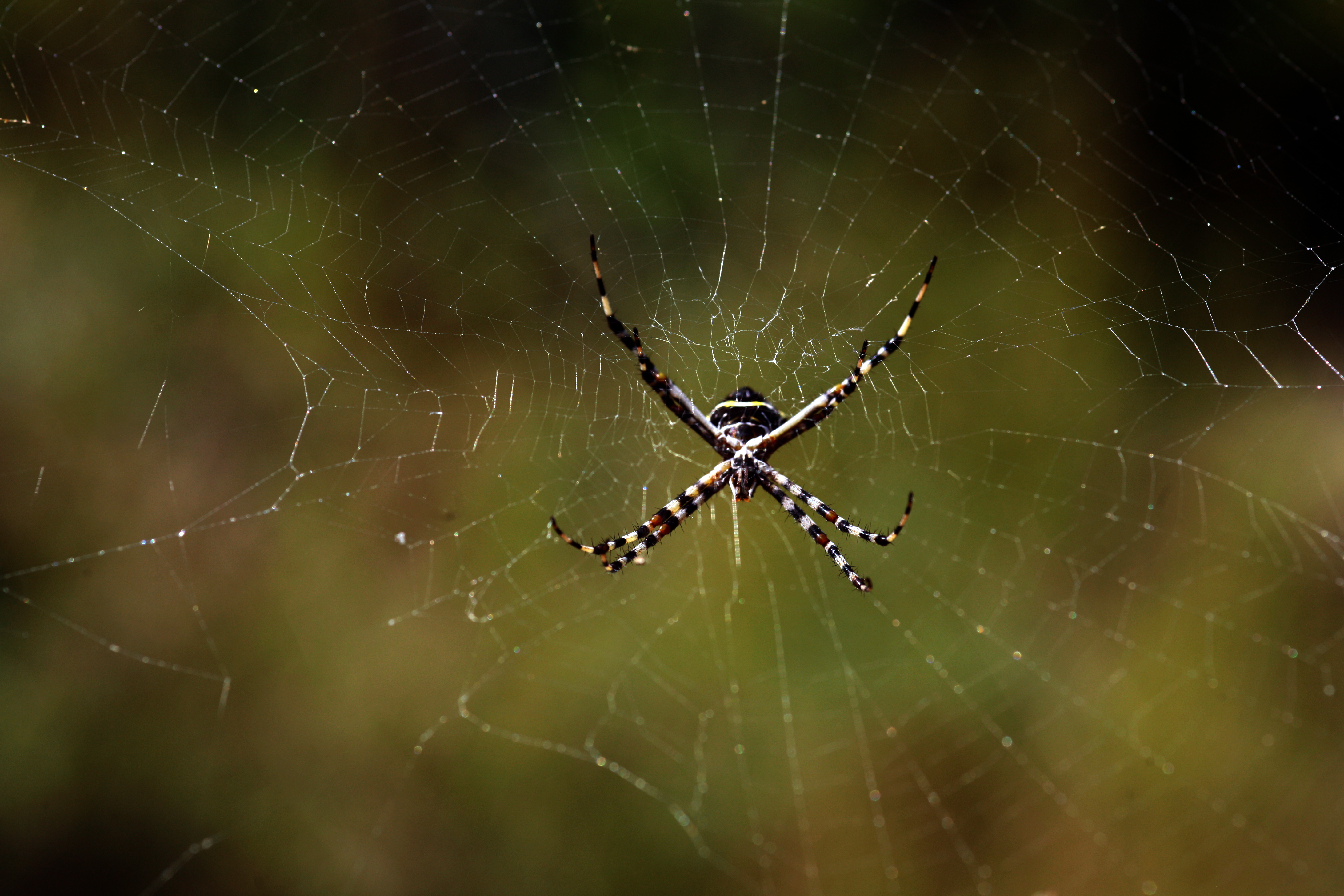
Une araignée de Saint-Martin.

La faune mammifère sauvage est limitée aux chauves-souris (cinq espèces), au racoon, à la mangouste, aux rats et souris. On peut aussi signaler la présence de quelques colonies de singes verts, ou Callitriche (invasifs) notamment autour de Pic Paradis et sur les hauteurs de Bellevue mais aussi du côté hollandais. Ils sont apparus (probablement importés) il y a plus de 20 ans mais existaient depuis longtemps dans d'autres îles proches comme St-Kitts.
L'avifaune compte plus d'une centaine d'espèces (marines, littorales, terrestres).
Parmi les reptiles, on trouve des tortues charbonnières, des lézards, des geckos, des iguanes et deux espèces de microserpents inoffensifs. Ajoutons les amphibiens avec deux espèces de grenouilles dont la minuscule "coqui" et l'invasive grosse rainette de Cuba.
Comme partout sur la Terre, le groupe des Arthropodes (dont les insectes) est le plus riche en diversité. Les plus visibles sont les papillons. Pour les habitants, les insectes les plus pénibles au quotidien sont les moustiques (4 espèces dont l'Aedes aegypti vecteur de la dengue et depuis fin 2013 du chikungunya) et les blattes ; y sont présentes également guêpes et araignées (scolopendres et amblypyges).

## Culture

Schéma simplifié de l'organisation administrative du royaume des Pays-Bas.

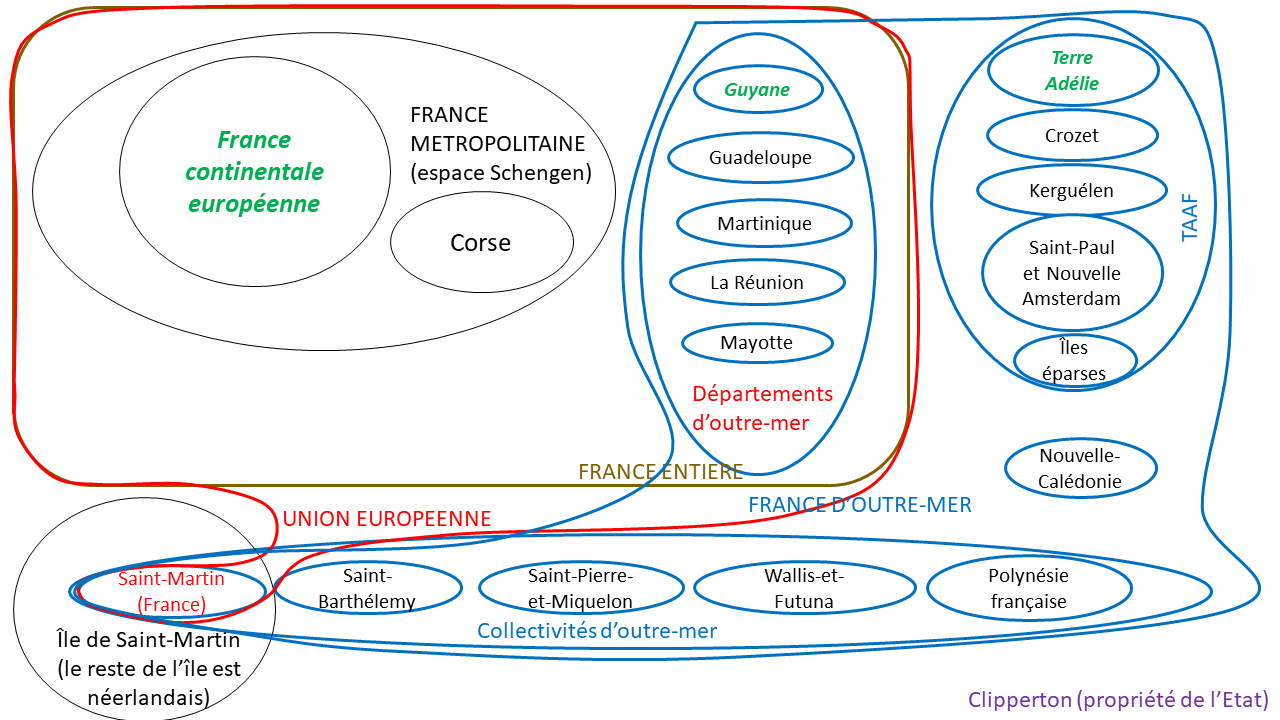
On voit la France métropolitaine et d'outre-mer, la partie appartenant à l'Union européenne. Pour des raisons de simplification, la France continentale est représentée en vert et en italique.

### Langues
Le français est la seule langue officielle dans la partie française, mais l'anglais, bien que non officiel, y est largement parlé et compris. Le néerlandais — utilisé dans les administrations et l'enseignement, mais rarement employé dans la vie quotidienne — et l'anglais sont les langues officielles dans la partie néerlandaise.

### Hymne binational
L'hymne binational de Saint-Martin est O sweet Saint-Martin's Land. La partie sous souveraineté française de l'île utilise également l'hymne national de la République française La Marseillaise.

## Problématique en matière de stupéfiants
En raison de sa situation géographique, l'île est parfois présentée par les médias comme « une plaque tournante du trafic de drogues » entre l'Amérique latine et l'Europe,.